# Abdiweli Mohamed Ali

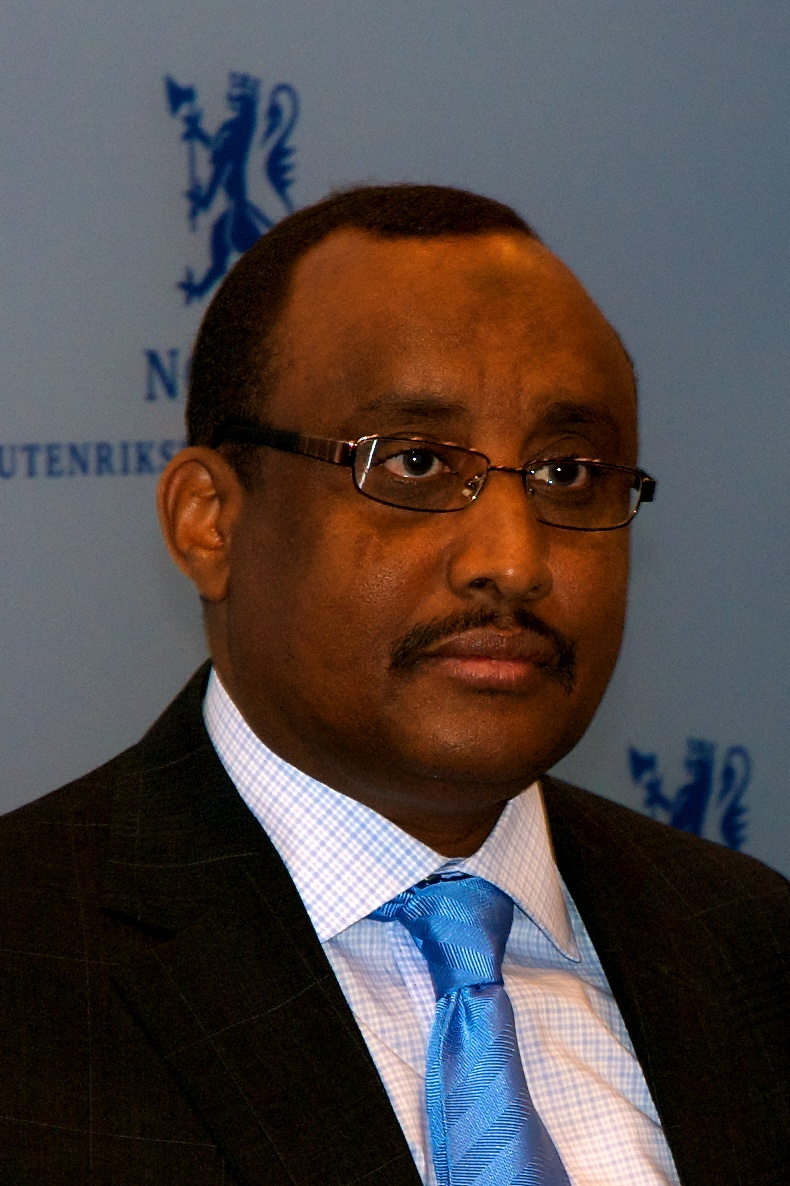
Abdiweli Gaas, ehemaliger Premierminister von Somalia, im norwegischen Außenministerium (2012)

Abdiweli Mohamed Ali (* 2. Juli 1965 in Dhusamareb, Somalia) ist ein somalisch-amerikanischer Ökonom, Politiker und Akademiker. Er war von 2011 bis 2012 Premierminister der Übergangsregierung Somalias und von 2014 bis 2019 Präsident der autonomen Region Puntland im Nordosten Somalias. Ali ist auch als Professor und Berater tätig und hat sowohl in akademischen als auch in internationalen politischen Organisationen gearbeitet.

## Frühes Leben und Ausbildung
Abdiweli Mohamed Ali wurde am 2. Juli 1965 in Dhusamareb, Galguduud, Somalia, geboren. Er erhielt 1984 einen Bachelor of Arts in Wirtschaftswissenschaften von der Somali National University. Anschließend setzte er seine Ausbildung in den USA fort, wo er 1988 einen Masterabschluss von der Vanderbilt University erwarb. Im Jahr 1999 erlangte er einen Master of Public Administration von der Harvard University und ein Zertifikat in Steuerrecht an der Harvard Law School. 2000 promovierte er in Wirtschaftswissenschaften an der George Mason University.

## Berufliche Laufbahn
Abdiweli Mohamed Ali war in verschiedenen internationalen Positionen tätig. In den späten 1980er Jahren war er Direktor der Verbrauchsteuerabteilung im somalischen Finanzministerium. Von 1993 bis 1998 arbeitete er als außerordentlicher Professor für Wirtschaftswissenschaften am Northern Virginia Community College. Ab 2003 war er außerordentlicher Professor für Wirtschaftswissenschaften an der Niagara University in New York. Darüber hinaus beriet er internationale Organisationen wie die Weltbank und das Entwicklungsprogramm der Vereinten Nationen.

## Politische Karriere
Seine politische Karriere begann 2010, als Abdiweli Mohamed Ali zum Minister für Planung und internationale Zusammenarbeit sowie zum stellvertretenden Premierminister der Übergangsregierung Somalias ernannt wurde. Im Juni 2011 wurde er zum Premierminister ernannt und leitete die Regierung bis Oktober 2012. Während seiner Amtszeit entwickelte er den "Roadmap for the End of Transition", einen politischen Prozess, der klare Meilensteine für die Etablierung stabiler demokratischer Institutionen in Somalia definierte.
Im Januar 2014 wurde Abdiweli Mohamed Ali zum Präsidenten der autonomen Region Puntland im Nordosten Somalias gewählt und führte die Region bis Januar 2019. Während seiner Präsidentschaft initiierte er verschiedene Entwicklungsprojekte, wie die Einführung einer biometrischen Fischereidatenbank und die Verbesserung der Zusammenarbeit mit der Europäischen Union in den Bereichen Sicherheit und Entwicklung.

## Persönliches Leben
Abdiweli Mohamed Ali ist mit Hodan Isse verheiratet, einer Professorin für Wirtschaftswissenschaften an der University at Buffalo. Das Paar hat vier Kinder.